# Джемі Макбейн
Джемі Макбейн (англ. Jamie McBain; нар. 25 лютого 1988, Ідайна) — американський хокеїст, що грав на позиції захисника. Грав за збірну команду США.

## Ігрова кар'єра
Хокейну кар'єру розпочав 2004 року.
2006 року був обраний на драфті НХЛ під 63-м загальним номером командою «Кароліна Гаррікейнс». 26 березня 2009 Джемі уклав трирічний контракт з «ураганами».
20 березня 2010 Макбейн закинув першу шайбу в НХЛ у грі проти «Піттсбург Пінгвінс».
21 травня 2012 «Кароліна» оголосила, що Макбейн погодився на продовження контракту ще строком на два роки. Угоду уклали таким чином, що Джемі заробить 1,7 мільйона доларів у 2012–13 роках та 1,9 мільйона доларів у сезоні 2013–14.
2 листопада 2012 американець під час локауту в НХЛ у сезоні 2012–13 уклав контракт з фінським клубом «Пеліканс».
Влітку 2013 американця продали до «Баффало Сейбрс» разом із правом вибору в другому раунді драфту та обміном на гравця «шаблів» Андрея Секери. Після завершення сезону «Сейбрс» не став продовжувати контракт з гравцем.
31 жовтня 2014 Макбейн уклав контракт з клубом АХЛ «Манчестер Монаркс». 11 листопада 2014 Джемі уклав дворічний контракт з «Лос-Анджелес Кінгс». Макбейн виступав у складі «королів» під номером 5.
1 липня 2016, як вільний агент уклав контракт з клубом «Аризона Койотс».
Як вільний агент 1 липня 2017 уклав контракт з «Тампа-Бей Лайтнінг» але зрештою сезон провів у фарм-клубі «Сірак'юс Кранч».
Загалом провів 352 матчі в НХЛ, включаючи 4 гри плей-оф Кубка Стенлі.
Виступав за збірну США, на головних турнірах світового хокею провів 10 ігор в її складі.

## Статистика

### Клубні виступи
| Сезон        | Клуб                              | Ліга         | Регулярний сезон | Регулярний сезон | Регулярний сезон | Регулярний сезон | Регулярний сезон | Плей-оф | Плей-оф | Плей-оф | Плей-оф | Плей-оф |
| Сезон        | Клуб                              | Ліга         | І                | Г                | П                | О                | ШХ               | І       | Г       | П       | О       | ШХ      |
| ------------ | --------------------------------- | ------------ | ---------------- | ---------------- | ---------------- | ---------------- | ---------------- | ------- | ------- | ------- | ------- | ------- |
| 2004–05      | Юніорська збірна США              | ХЛСШ         | 52               | 3                | 13               | 16               | 38               | 10      | 0       | 3       | 3       | 4       |
| 2005–06      | Юніорська збірна США              | ХЛСШ         | 55               | 9                | 21               | 30               | 41               | —       | —       | —       | —       | —       |
| 2006–07      | Університет Вісконсину у Медісоні | НКАА         | 36               | 3                | 15               | 18               | 36               | —       | —       | —       | —       | —       |
| 2007–08      | Університет Вісконсину у Медісоні | НКАА         | 35               | 5                | 19               | 24               | 18               | —       | —       | —       | —       | —       |
| 2008–09      | Університет Вісконсину у Медісоні | НКАА         | 40               | 7                | 30               | 37               | 30               | —       | —       | —       | —       | —       |
| 2008–09      | «Олбані Рівер-Ретс»               | АХЛ          | 10               | 1                | 1                | 2                | 2                | —       | —       | —       | —       | —       |
| 2009–10      | «Олбані Рівер-Ретс»               | АХЛ          | 68               | 7                | 33               | 40               | 10               | 8       | 4       | 2       | 6       | 8       |
| 2009–10      | «Кароліна Гаррікейнс»             | НХЛ          | 14               | 3                | 7                | 10               | 0                | —       | —       | —       | —       | —       |
| 2010–11      | «Кароліна Гаррікейнс»             | НХЛ          | 76               | 7                | 23               | 30               | 32               | —       | —       | —       | —       | —       |
| 2011–12      | «Кароліна Гаррікейнс»             | НХЛ          | 76               | 8                | 19               | 27               | 4                | —       | —       | —       | —       | —       |
| 2012–13      | «Пеліканс»                        | СМ-Л         | 7                | 0                | 1                | 1                | 6                | —       | —       | —       | —       | —       |
| 2012–13      | «Кароліна Гаррікейнс»             | НХЛ          | 40               | 1                | 7                | 8                | 12               | —       | —       | —       | —       | —       |
| 2013–14      | «Баффало Сейбрс»                  | НХЛ          | 69               | 6                | 11               | 17               | 14               | —       | —       | —       | —       | —       |
| 2014–15      | «Манчестер Монаркс»               | АХЛ          | 5                | 1                | 2                | 3                | 2                | —       | —       | —       | —       | —       |
| 2014–15      | «Лос-Анджелес Кінгс»              | НХЛ          | 26               | 3                | 6                | 9                | 4                | —       | —       | —       | —       | —       |
| 2015–16      | «Онтаріо Рейн»                    | АХЛ          | 3                | 1                | 1                | 2                | 0                | —       | —       | —       | —       | —       |
| 2015–16      | «Лос-Анджелес Кінгс»              | НХЛ          | 44               | 2                | 7                | 9                | 6                | 4       | 0       | 0       | 0       | 2       |
| 2016–17      | «Аризона Койотс»                  | НХЛ          | 3                | 0                | 0                | 0                | 0                | —       | —       | —       | —       | —       |
| 2016–17      | «Тусон Роудраннерс»               | АХЛ          | 64               | 8                | 35               | 43               | 48               | —       | —       | —       | —       | —       |
| 2017–18      | «Сірак'юс Кранч»                  | АХЛ          | 60               | 5                | 19               | 24               | 30               | 7       | 1       | 3       | 4       | 0       |
| Усього в НХЛ | Усього в НХЛ                      | Усього в НХЛ | 348              | 30               | 80               | 110              | 72               | 4       | 0       | 0       | 0       | 2       |

### Збірна
| Рік                | Команда            | Турнір             | Місце              | І  | Г | П  | О  | ШХ |
| ------------------ | ------------------ | ------------------ | ------------------ | -- | - | -- | -- | -- |
| 2005               | США                | U17                | 5-е                | 5  | 1 | 3  | 4  | 4  |
| 2006               | США                | ЮЧС18              | 1                  | 6  | 2 | 9  | 11 | 0  |
| 2007               | США                | МЧС                | 3                  | 7  | 0 | 0  | 0  | 2  |
| 2008               | США                | МЧС                | 4-е                | 6  | 0 | 1  | 1  | 0  |
| 2013               | США                | ЧС                 | 3                  | 10 | 0 | 2  | 2  | 2  |
| Молодіжна збірна   | Молодіжна збірна   | Молодіжна збірна   | Молодіжна збірна   | 24 | 3 | 13 | 16 | 6  |
| Національна збірна | Національна збірна | Національна збірна | Національна збірна | 10 | 0 | 2  | 2  | 2  |